# جنگ استعماری پرتغال
جنگ استعماری پرتغال (پرتغالی: Guerra Colonial Portuguesa) یا جنگ برون مرزی پرتغال که در مستعمرات سابق به عنوان جنگ آزادیبخش نیز شناخته می‌شود، بین ارتش پرتغال و جنبش‌های ملی در مستعمره‌های آفریقایی پرتغال در سال‌های ۱۹۶۱ و ۱۹۷۴ صورت گرفته‌است. رژیم پرتغال در سال ۱۹۷۴ با یک کودتای نظامی سرنگون شد و این جنگ‌ها با سقوط این رژیم پایان یافت. این جنگ نزاعی ایدئولوژیک در مستعمره‌های پرتغال در آفریقا و دیگر کشورهای اطراف آن‌ها یا کشور پرتغال بوده‌است.

## مستعمره‌های پرتغال
جنگ‌های استعماری پرتغال در سه منطقه شامل آنگولا، گینه پرتغالی و موزامبیک خلاصه می‌شود ولی با این حال، برخی عقیده دارند که این جنگ‌ها را باید جنگ استقلال آنگولا، جنگ استقلال گینه بیسائو و جنگ استقلال موزامبیک دانست.
بر خلاف دیگر کشورهای اروپایی در دهه‌های ۱۹۵۰ و ۱۹۶۰، پرتغال، از مستعمره‌های آفریقایی خود یا سرزمین‌های خارج از آن عقب‌نشینی نکرد زیرا این قلمروها از سال ۱۹۵۱ به آن تعلق داشتند. در دهه ۱۹۶۰، جنبش‌های استقلال طلبانه مسلح مانند: جنبش خلق برای آزادی آنگولا، جبهه آزادیبخش ملی آنگولا، اتحاد ملی برای استقلال آنگولا، حزب آفریقا برای استقلال گینه و کیپ ورد در گینه نو و جبهه آزادسازی موزامبیک در موزامبیک فعال شدند. در طول این سالها، پرتغال با افزایش مخالفانی که داشت با تحریم تسلیحاتی و سایر تحریم‌های تنبیهی اعمال شده توسط جامعه بین‌المللی مواجه شد. در سال ۱۹۷۳ این جنگ به دلیل تداوم، هزینه‌های مالی، بدتر شدن روابط دیپلماتیک با سایر اعضای سازمان ملل متحد و نقش منفی آن محکوم شد.
در آوریل ۱۹۷۴ این جنگ با کودتای نظامی به پایان رسید. بیرون رفتن پرتغال از مستعمره‌هایش منجر به خروج صدها هزار نفر از شهروندان پرتغالی و همچنین پرسنل نظامی اروپایی، آفریقایی و قومی مخلوط از سرزمین‌های سابق پرتغال و کشورهای جدید و مستقل آفریقایی منجر شد. این مهاجرت به عنوان یکی از بزرگترین مهاجرتهای مسالمت‌آمیز در تاریخ جهان محسوب می‌شود.

## مستعمره‌ها، بعد از استقلال
مستعمره‌های قبلی پرتغال بعد از استقلال با مشکلاتی جدی روبرو شدند. در جنگ‌های مخرب و خشونت‌آمیز در آنگولا و موزامبیک که چندین دهه طول کشید، میلیون‌ها نفر کشته شدند و تعداد زیادی پناهندگان آواره را ببار آورد. رکود اقتصادی اجتماعی، سلطه گری، فقدان دموکراسی و دیگر حقوق شهروندی و سیاسی ابتدایی، فساد، فقر، نابرابری و برنامه‌ریزی مرکزی باعث فروکش شدن تب انقلابی اولیه مردم شد. سطحی از نظم اجتماعی و توسعه اقتصادی مشابه آنچه که در دوران حاکمیت پرتغال یا در زمان جنگ‌های استعماری وجود داشت، به هدف سرزمین‌های مستقل تبدیل شد.

## نتیجه استعمار
در سال ۱۴۱۵ که پرتغال سئوتا را تصرف کرد اولین کشور مدرن اروپایی بود که در آفریقا مستعمره‌ای را پایه گذاری می کرد و حالا آخرین کشور اروپایی بود که آفریقا را ترک می‌گفت. مستعمره‌های اولیه پرتغال در آفریقا مانند آنگولا، موزامبیک، گینه بیسائو و کیپ ورد استقلال خود را بدست آوردند و به کشورهای دارای حاکمیت ملی تبدیل شدند.